# امباتونیکانیلاهی
امباتونیکانیلاهی (به لاتین: Ambatonikonilahy) یک سکونتگاه مسکونی در ماداگاسکار است که در واکینانکاراترا واقع شده‌است.

## خصوصیات
امباتونیکانیلاهی ۱۸٬۰۰۰ نفر جمعیت دارد و ۲٬۰۲۴ متر بالاتر از سطح دریا واقع شده‌است.